# St. Laurentius (Crimmitschau)

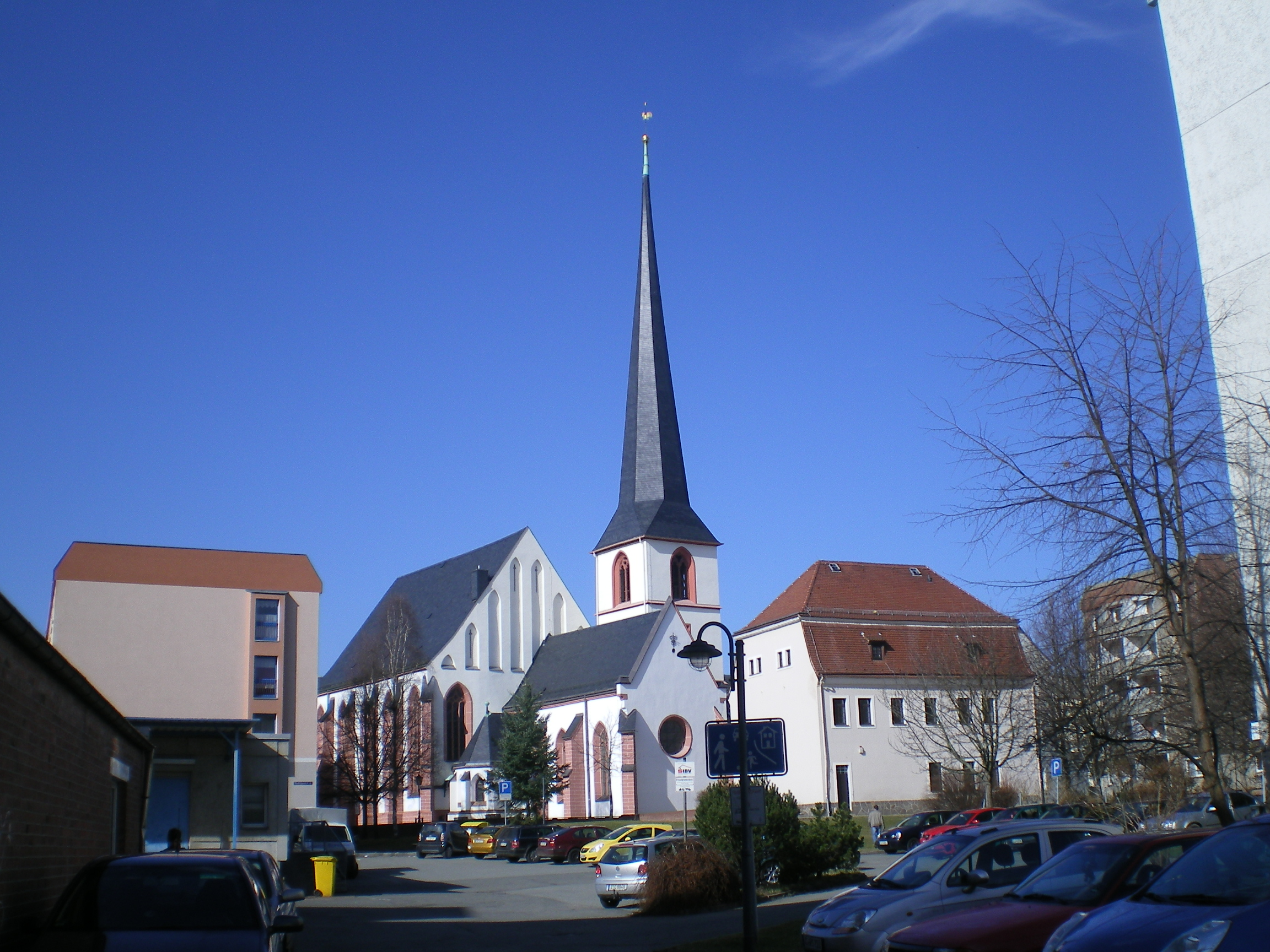
St. Laurentius in Crimmitschau

Die evangelische Stadtkirche St. Laurentius ist eine spätgotische Hallenkirche in Crimmitschau im Landkreis Zwickau in Sachsen. Sie gehört zum Verband der evangelischen Kirchengemeinden Crimmitschau in der Evangelisch-Lutherischen Landeskirche Sachsens und prägt das Stadtbild von Crimmitschau.

## Geschichte und Architektur

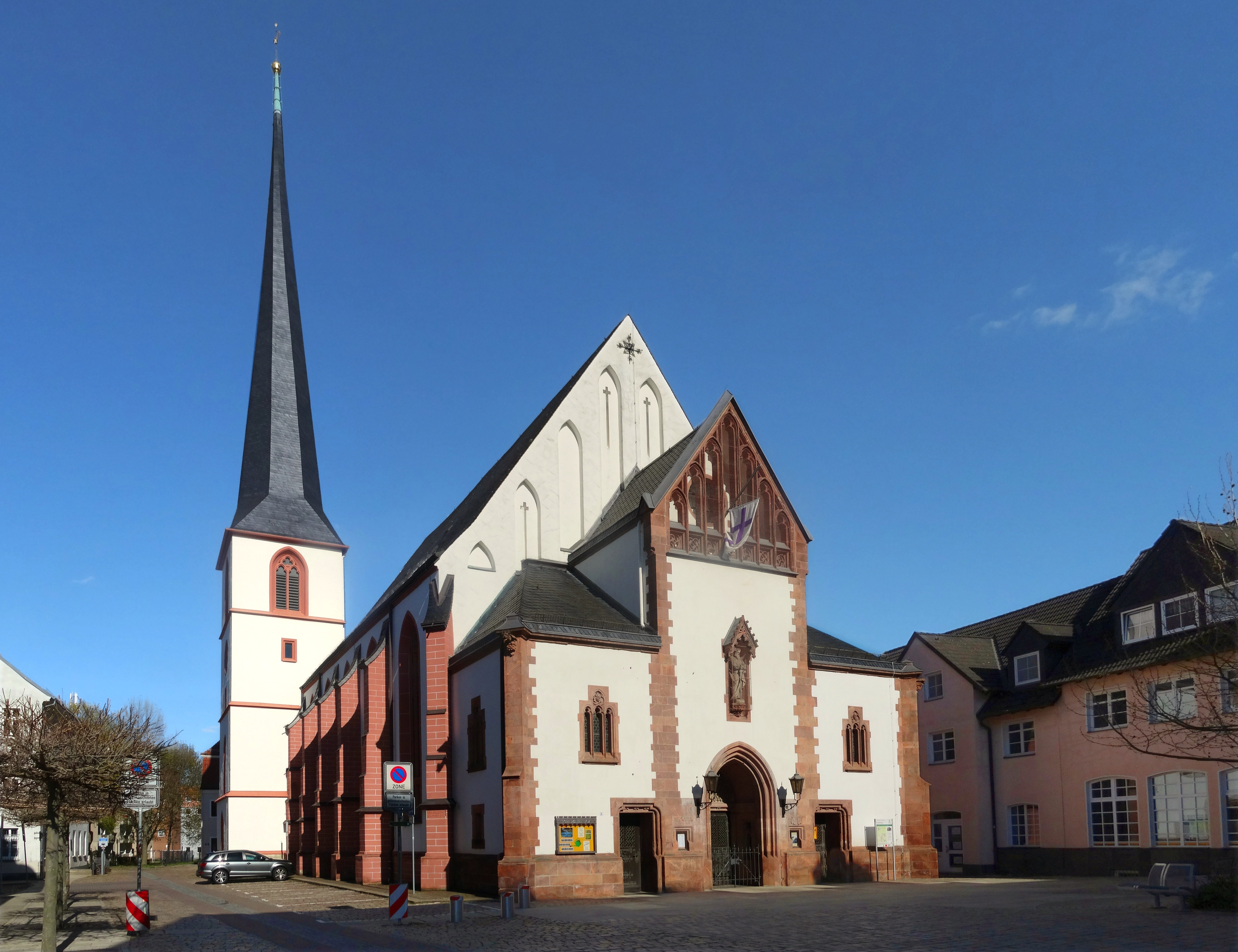
Ansicht von Nordwest

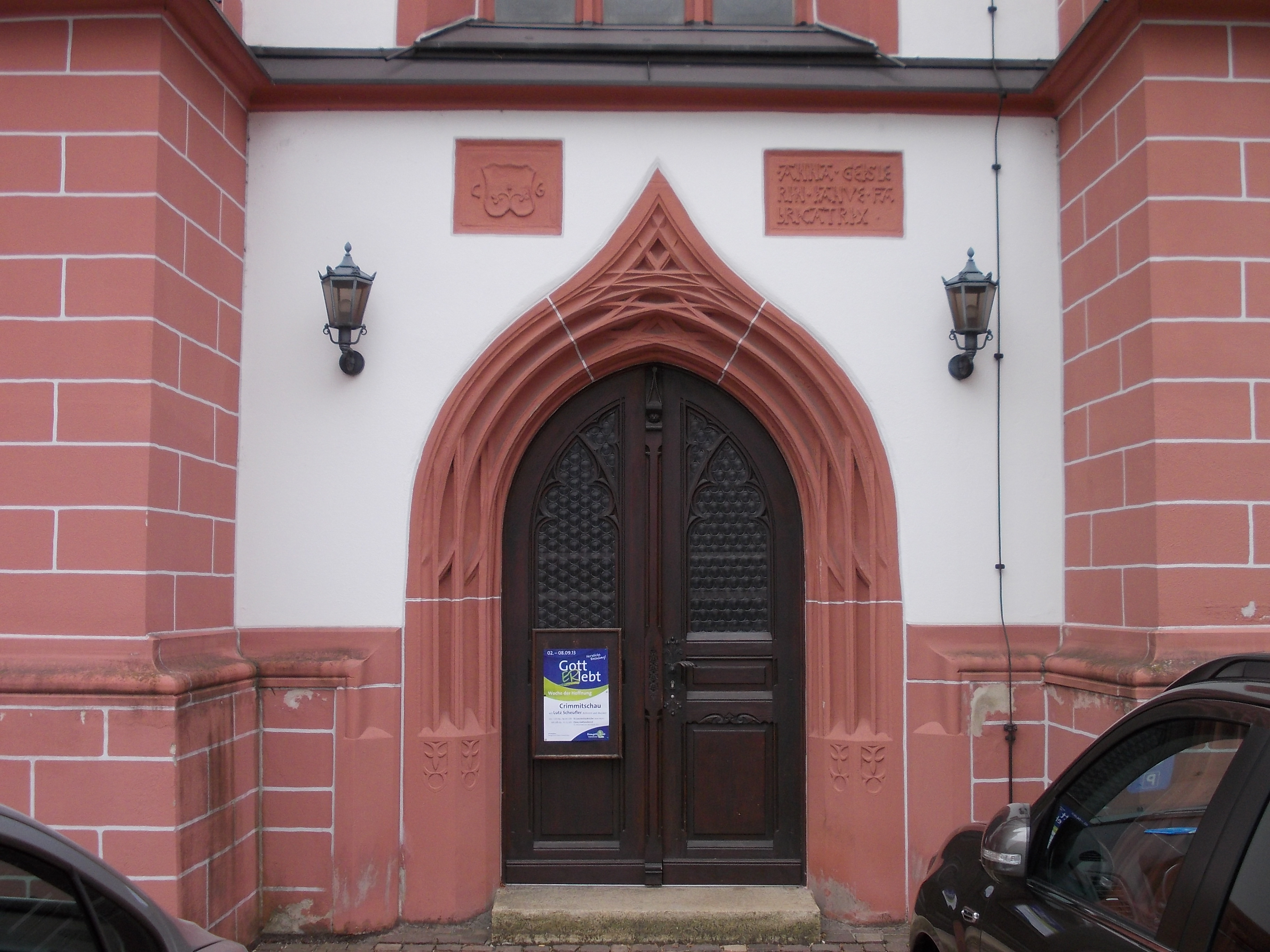
Nordportal

Die Zeit der Entstehung der ersten Kapelle am Standort der heutigen Kirche ist unbekannt, wahrscheinlich reicht sie zurück bis ins 10. Jahrhundert. Erstmals wurde die ecclesia S. Laurentii in civitate Crimaschowe im Jahre 1222 urkundlich erwähnt. Es ist als sicher anzunehmen, dass die romanische Kapelle an dem Ort des späteren Chorraums der St.-Laurentius-Kirche stand. Die ursprüngliche Kirche wich im 14. Jahrhundert einem durch den im Jahre 1353 vom Bischof von Naumburg verfügten Neubau. Aus dieser Zeit stammen die Mauern und das Gewölbe des ehemaligen Chorraums und die äußere Gestalt des Turms. Aufgrund des Wachstums der Gemeinde wurde das Gebäude 1513 nach Westen hin im spätgotischen Stil erweitert. Die Finanzierung des Kirchbaus erfolgte über Kollekten und Spenden, die auf dem traditionellen Laurentius-Jahrmarkt und am Fest der Himmelfahrt Marias gesammelt wurden. Die schräg nach Süden verschobene spätgotische Hallenkirche wurde nach einer Inschrift am nordwestlichen Pfeiler 1513 von Assmann Pfeffer errichtet.
Erneuerungen fanden in den Jahren 1638 und 1675 statt, eine neugotische Umgestaltung erfolgte 1896 durch Julius Zeißig. Bei einer Restaurierung in den Jahren 1974–1978 wurden Chor (die jetzige Winterkirche) und Halle getrennt. In den Jahren 1991–1993 wurden der Turm und der Chor restauriert.
Die Kirche ist ein Putzbau mit gerade geschlossenem Chor und Strebepfeilern. Die Giebel der Halle sind im Osten und im Westen mit spitzbogigen Blendnischen gegliedert. Das kielbogenförmige Nordportal ist mit Profildurchdringungen gestaltet. An der Halle sind dreiteilige, am Chor zweiteilige Fenster angeordnet, die mit Fischblasenmaßwerk geschmückt sind. Das Rundfenster in der Ostwand des Chores ist ebenso wie die Vorhalle im Westen eine neugotische Zutat von 1896. Der Turm über einem quadratischen Grundriss ist mit Maßwerkfenstern ausgestattet und schließt mit einem schlanken Spitzhelm.
Im Innern ist die regelmäßige dreischiffige, fünfjochige Hallenkirche mit Knickrippensterngewölben mit durchgehender Scheitelrippe über Achteckpfeilern geschlossen. Die Gewölbe kommen in ähnlicher Form in der Wolfgangskirche Schneeberg und später in der Schlosskapelle von Schloss Hartenfels in Torgau vor. Der niedrigere Chor schließt mit zwei Kreuzgewölben und mit einem der Hallenkirche angeglichenen Sterngewölbe ab, welches wie die westlichen Seitenschiffsgewölbe mit teils rekonstruierter barocker Bemalung von Johannes Neinebel aus dem Jahr 1675 versehen ist, die Engel mit Musikinstrumenten oder den Leidenswerkzeugen zeigt und 1975/76 freigelegt wurde.
Im Westen ist eine Empore mit gemalten Darstellungen der Gleichnisse im Jugendstil an der Brüstung eingebaut, die teils von den ehemaligen Seitenschiffsemporen stammt, welche in den Jahren 1974–1978 entfernt wurden.

## Ausstattung
Der neugotische Sandsteinaltar ist mit Mosaikdarstellungen des Abendmahls von Emmaus und mit einer lebensgroßen Christusstatue von Friedrich Albert Trebst aus dem Jahr 1896 nach Thorvaldsen versehen.
Ein spätgotischer Flügelaltar aus der Zeit um 1500 aus Berzdorf zeigt mit Figuren in kantig-derbem Faltenstil die Madonna zwischen der heiligen Elisabeth und einem heiligen Bischof im Mittelschrein mit den Aposteln in den Flügeln sowie eine Abendmahlsdarstellung aus dem 17. Jahrhundert in der Predella. Ebenfalls aus dem 17. Jahrhundert ist ein lebensgroßer barocker Kruzifixus erhalten. Ein künstlerisch wertvolles Abendmahlsgemälde von Jakob Wendelmuth, das aus der Predella des 1624 gestifteten ehemaligen Hochaltars stammt, ist jetzt in eine Truhe eingebaut.
Die Orgel ist ein Werk von Jehmlich aus dem Jahr 1921 im Gehäuse der Vorgängerorgel mit prächtigem neugotischem Prospekt und pneumatischer Traktur mit Fernwerk. Für 1462 ist der Bau der ersten Orgel bezeugt. Heute ist die St.-Laurentius-Kirchgemeinde stark von der umfangreichen kirchenmusikalischen Arbeit geprägt. Besonders durch die Konzertreihe „Crimmitschauer Kirchenmusiken“ wirkt sie so über die Stadtgrenzen hinaus. Die Kantorei kann auf eine über 350-jährige ununterbrochene Tradition zurückschauen.
Glasmalereien von Fritz Geiges aus dem Jahr 1896 zeigen einen Zyklus von Vaterunser und den Seligpreisungen in der Halle sowie Darstellungen Luthers und Gustav Adolfs im Schützenfenster.
Ein Epitaph für den Stadtrichter Urban Faber († 1610) zeigt ein großes Kreuzigungsgemälde mit figurenreicher, virtuos-manieristischer Komposition.